# Fêtes des Carthaginois et des Romains
Les fêtes des Carthaginois et des Romains ont lieu à Carthagène (Espagne) pendant la deuxième quinzaine du mois de septembre. La fête reproduit des événements de la deuxième guerre punique, s’étendant des années 218 à 208 av. J.-C., comme la fondation de la ville par le général carthaginois Hasdrubal le Beau, le départ de Hannibal Barca vers Rome ou la grande bataille pour la conquête de Carthagène par le général romain Scipion l'Africain. Pendant 10 jours il y a des actes théâtraux qui nous déplacent à l'époque pour vivre le mariage de Hannibal avec la princesse ibérique Himilce, l'oracle de la déesse Tanit ou un cirque romain parmi d'autres.
On peut profiter aussi avec des défilés qui parcourent vers la ville ou dans le grand campement où la fête continue toutes les nuits.